# Vilija Nausėdaitė
Vilija Nausėdaitė (* 23. Dezember 1979 in Vilnius) ist eine litauische Wirtschaftsjuristin und Lektorin der MRU-Universität. Sie war Leiterin der Litauischen Kommission für Wertpapiere.

## Leben
Vilija Nausėdaitė absolvierte ein Jurastudium an der Rechtswissenschaftlichen Fakultät der Universität Vilnius (1997 bis 2000) und wurde Diplom-Juristin. Schon während des Studiums arbeitete sie als Jura-Assistentin in einer Anwaltskanzlei (August bis Dezember 2000). Von 2007 bis 2009 absolvierte sie das Studium Executive MBA am Baltic Management Institute (BMI) in Vilnius.
Von 2001 bis 2003 war sie Oberspezialistin an der Abteilung für Recht und Aufsicht der Litauischen Kommission für Wertpapiere, danach (2003 bis 2005) leitete sie die Abteilung für Investmentmanagement. 2005 wurde sie stellvertretende Leiterin der Kommission und Direktorin der Abteilung für Recht und Aufsicht (Januar 2005 bis Juli 2005). Vom 10. Oktober 2006 bis 6. November 2009 war sie Vorsitzende der Litauischen Kommission für Wertpapiere und danach assoziierte Partnerin der litauischen Anwaltskanzlei „Sutkienė, Pilkauskas ir partneriai“. Seit 2. November 2010 leitet sie als Direktorin die Rechtsabteilung der größten litauischen Bank SEB.
Sie lehrt auch am Lehrstuhl für Bankwesen und Investitionen der Fakultät für Wirtschaft und Finanzmanagement an der MRU-Universität.
Vilija Nausėdaitė spricht Litauisch, Russisch, Englisch und Französisch.